# Ioannis Kolettis
Ioannis Kolettis (n. 1773, Syrrako, Imperiul Otoman – d. 31 august/12 septembrie 1847, Atena, Regatul Greciei) a fost un politician grec de origine aromână. El a fost de două ori prim-ministru în timpul domniei regelui Otto al Greciei.
S-a născut în 1773, în Syrrako, regiunea Epirus, Imperiul Otoman. A studiat medicina la Universitatea din Pisa, Italia.